# Filippo Calderaro
Filippo Calderaro (Camposampiero, Província de Pàdua, 9 de maig de 1996) és un ciclista italià, actualment a l'equip amateur Zalf Euromobil Désirée Fior.

## Palmarès
- 2015
  - 1r al Memorial Giuseppe Polese
- 2017
  - 1r a la La Popolarissima